# Poštova plošča (stanice metra v Kyjevě)
Poštova plošča (ukrajinsky Поштова площа, v doslovném překladu Poštové náměstí) je stanice kyjevského metra na Obolonsko-Teremkivské lince, která se nachází poblíž náměstí (ploščy) Pošty.
Nedaleko stanice se nachází lanová dráha, která vede na Volodmyrský vrch.

## Charakteristika
Stanice je trojlodní, pilíře jsou obloženy bílým mramorem. Na konci nástupiště se nachází schody vedoucí do vestibulu s pokladnou a následně další schody na Poštové náměstí. Na druhém konci se nachází vitráž, která znázorňuje blízkost stanice k Dněpru.